# Scotopteryx maritima
Scotopteryx maritima là một loài bướm đêm trong họ Geometridae.